# Jawaharlal Nehru
Jawaharlal Nehru (em hindi:  जवाहरलाल नेहरू, Javāharlāl Nehrū) (Allahabad, 14 de novembro de 1889 – Nova Délhi, 27 de maio de 1964), também conhecido como Pandit (professor) Nehru ou Pandita Nehru, foi um estadista indiano, que foi o primeiro (e até hoje o de mandato mais longo) primeiro-ministro da Índia, desde 1947 até 1964. Líder da ala socialista no congresso nacional indiano durante e após o esforço da Índia para a independência do império britânico, tornou-se no primeiro-ministro da Índia na independência, de 15 de agosto de 1947 até sua morte.
Figura líder do movimento de independência indiano, Nehru foi eleito pelo Partido do Congresso para assumir o posto inaugural de primeiro-ministro da Índia independente, e reeleito quando Partido do Congresso ganhou a primeira eleição geral da Índia em 1952. Como um dos fundadores do Movimento Não Alinhado, foi também uma figura importante na política internacional do pós-guerra.
Filho de um rico advogado e político indiano, Motilal Nehru, Nehru tornou-se um líder da ala esquerda do Congresso Nacional Indiano, quando ainda bastante jovem.  Ascendendo até tornar-se presidente do Congresso, sob a orientação de Mahatma Gandhi, Nehru foi um líder carismático e radical, defendendo a independência completa em relação ao Império Britânico. Na longa luta pela independência da Índia, em que foi uma peça chave, Nehru foi finalmente reconhecido como herdeiro político de Gandhi. Ao longo de sua vida, Nehru foi também um defensor do socialismo fabiano e do setor público como o meio pelo qual os desafios de longa data do desenvolvimento econômico poderiam ser abordados pelas nações mais pobres.

## Vida
Nehru foi educado na Grã-Bretanha, na escola independente para rapazes Harrow School e no  Colégio da Trindade, Cantabrígia.
Nehru teve a singular honra de levantar a bandeira da Índia independente em Nova Deli em 15 de agosto de 1947, no dia em que a Índia ganhou a independência. A valorização de Nehru das virtudes da democracia parlamentar, o secularismo e liberalismo, juntamente com as suas preocupações com os pobres e desfavorecidos, são reconhecidos como o que o guiou na formulação de políticas que influenciam a Índia até o presente.  Também refletem as origens socialistas da sua visão de mundo. Sua longa permanência foi fundamental na modelagem das tradições e das estruturas da Índia independente. Ele é muitas vezes referido como o "Arquiteto da Índia Moderna".[carece de fontes?] Sua filha, Indira Gandhi, e seu neto, Rajiv Gandhi, também exerceram o cargo de primeiros-ministros da Índia.
Gita Sahgal – uma escritora e jornalista que aborda feminismo, fundamentalismo e racismo, diretora de premiados documentários e ativista de direitos humanos – é sua sobrinha-neta.
Filho de Motilal Nehru, um destacado dirigente do Congresso, Jawaharlal regressou à Índia após formar-se na Universidade de Cambridge para exercer a advocacia antes de ser introduzido na política por seu pai, chegando a ser o braço-direito de Mohandas Gandhi e alcançando a presidência do Congresso pela primeira vez em 1929.
Preso 32 meses depois dos eventos de 1942, Nehru formou o primeiro governo hindu em julho de 1946, com a oposição da Liga Muçulmana que aspirava a criar um estado separado (o Paquistão), em 1947.
Como primeiro-ministro, Nehru inaugurou uma política exterior de não alinhamento, convertendo-se no fundador e dirigente desse movimento. No entanto, ao mesmo tempo também fez reivindicações territoriais que colocavam a Índia na posição de um império agressor e não de uma nação pacífica. Reivindicou a Caxemira apesar da oposição do Paquistão, o que desatou a primeira guerra entre os dois países (1947-49). Também anexou  Hiderabade em setembro de 1948 e retomou para a Índia o território de Goa, havia séculos ocupado por Portugal, em dezembro de 1961.  A invasão arranhou a imagem de pacifista que Nehru criara ao longo dos anos.  Em Portugal, passou a ser visto pela direita colonialista como pouco mais que um hipócrita.
Ainda assim, apesar das escaramuças com o Paquistão e a China (decorrente da crise da invasão do Tibete), Nehru tentou manter uma política de boa vizinhança com os países limítrofes.

## Papel no movimento de independência indiano
Jawaharlal Nehru retornou à Índia em 1912 e iniciou a prática jurídica. Casou-se com Kamala Kaul através de um casamento arranjado por seus pais em 1916. Jawaharlal Nehru ingressou no All India Home Rule League (Liga em prol do Autogoverno da Índia Unida) em 1917.  Sua real iniciação na política veio dois anos depois, quando entrou em contato com Mahatma Gandhi, em 1919. Naquela época, Mahatma Gandhi tinha lançado uma campanha contra o Rowlatt Act. Nehru foi imediatamente atraído para o compromisso de Gandhi para uma ativa mas pacífica desobediência civil. Jawaharlal Nehru foi eleito presidente da Câmara Municipal de Allahabad em 1924 e serviu durante dois anos como executivo chefe da cidade.
De 1926 a 1928, Jawaharlal serviu como Secretário-Geral do Comitê do Congresso das Províncias Unidas. Em 1928-29, a sessão anual do Congresso sob a presidência de Motilal Nehru foi realizada. Durante essa sessão, Jawaharlal Nehru e Subhas Chandra Bose apoiaram um chamamento para a independência política completa, enquanto Motilal Nehru e outros queriam o status de domínio dentro do império britânico. Para resolver a questão, Gandhi propôs que os britânicos concedessem em dois anos o status de domínio à Índia, caso contrário o Congresso lançaria uma luta nacional pela independência política plena. Nehru e Bose reduziram aquele prazo para um ano. Os britânicos não responderam.
Em dezembro de 1929, a sessão anual do Congresso foi realizada em Lahore, e Jawaharlal Nehru foi eleito como presidente do Partido do Congresso. Durante a sessão, uma resolução exigindo a independência da Índia e foi aprovada em 26 de janeiro de 1930, em Lahore, tendo Jawaharlal Nehru agitado uma bandeira da Índia livre. E Gandhi fez o convite para o movimento de desobediência civil em 1930. O movimento finalmente forçou o governo britânico a reconhecer a necessidade de grandes reformas políticas e acabou por ser um grande sucesso.
Quando os britânicos promulgaram o Ato do Governo da Índia de 1935, o Partido do Congresso decidiu concorrer às eleições. Nehru ficou de fora das eleições, mas dirigiu uma forte campanha eleitoral de âmbito nacional para o partido. O Congresso formou governos em quase todas as províncias, e ganhou o maior número de cadeiras na Assembleia Central. Nehru foi eleito para a presidência do Congresso em 1936, 1937 e 1946, e chegou a ocupar uma posição no movimento nacionalista atrás apenas de Gandhi. Foi preso em 1942 durante o Movimento Índia Livre. Solto em 1945, assumiu um papel de liderança nas negociações que culminaram no surgimento dos domínios da Índia e do Paquistão em agosto de 1947, resultando na Partição da Índia.

## Sucessor de Gandhi
Em 15 de janeiro de 1941 Gandhi disse: "Alguns dizem que Pandit Nehru e eu estávamos afastados. Vai ser necessário muito mais do que diferenças de opinião para nos afastarmos. Tivemos diferenças a partir do momento que nos tornamos colegas de trabalho e já tendo dito há alguns anos eu volto a dizer agora que não Rajaji (Chakravarthi Rajagopalachari), mas Nehru será o meu sucessor."

## Política económica de Nehru
Nehru admirava os planos quinquenais soviéticos e tentou aplicá-los à Índia.  Queria unir o melhor do capitalismo ao melhor do socialismo, criando um socialismo democrático, embora incapaz de tirar seu país das últimas posições entre os países em desenvolvimento.[carece de fontes?]
Sua única filha, Indira Gandhi, tornou-se primeira-ministra após a morte de Lal Bahadur Shastri, em janeiro de 1966.